# 야네스 드르노우셰크

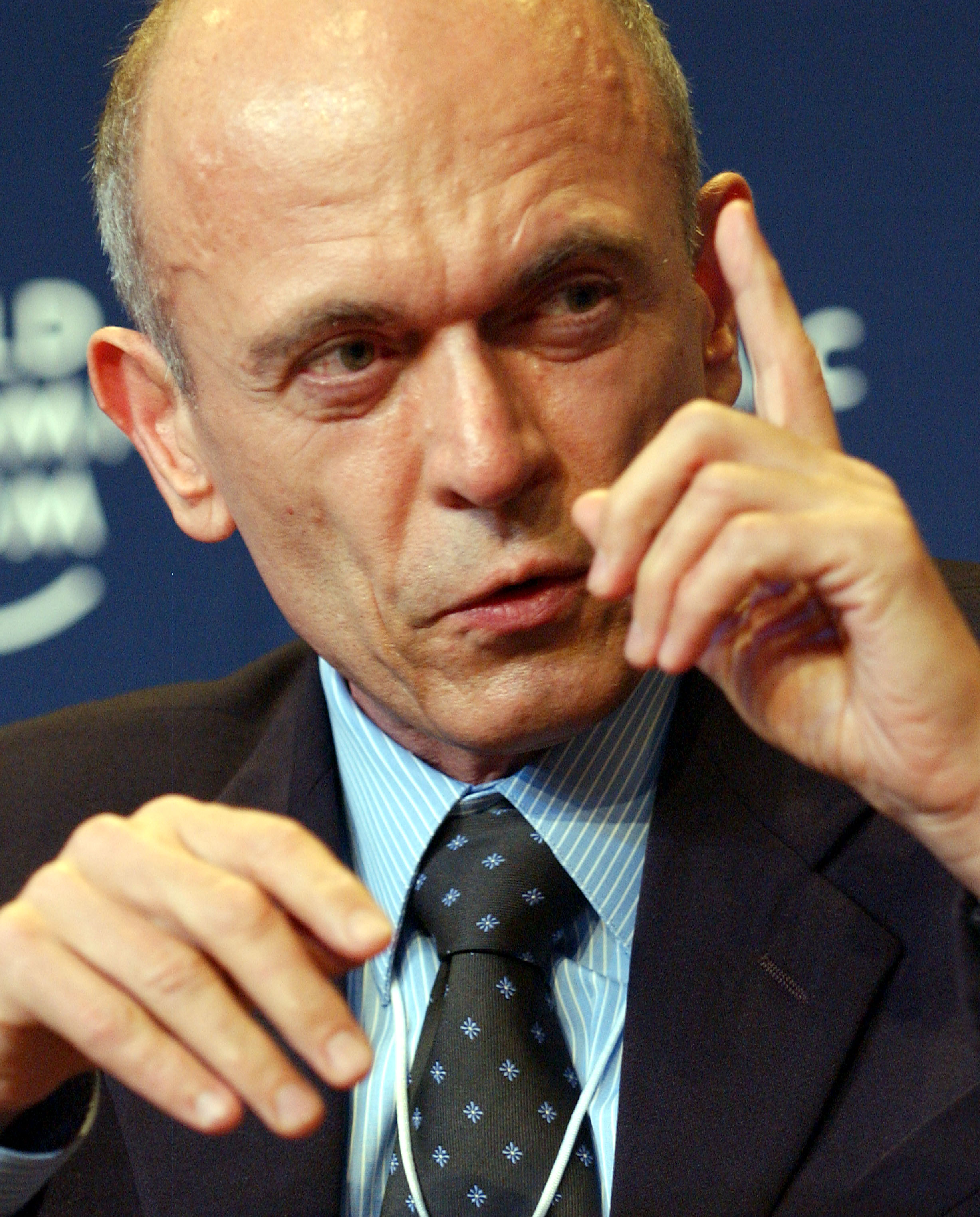
야네스 드르노우셰크

야네스 드르노우셰크(슬로베니아어: Janez Drnovšek [ˈjàːnɛz dəɾˈnɔ́ːwʃək], 문화어: 야네즈 드르놉쉐끄, 1950년 5월 17일~2008년 2월 23일)는 슬로베니아의 정치인으로 전 대통령이다.

## 생애
드르노우셰크는 1950년 5월 17일 슬로베니아의 작은 마을 첼레에서 태어났다. 1973년 경제학 학사 학위, 1981년 석사 학위를, 1986년 박사 학위를 받았다. 석사 학위 취득 후 건축회사 및 은행에 근무한 뒤 이집트의 수도 카이로에 있는 유고슬라비아 대사관에서 경제 고문으로 1년간 근무하였다.
1986년 유고슬라비아 사회주의 연방 공화국 시절에 슬로베니아 의회 의원으로 선출되었다. 1989년 유고슬라비아 연방 공동 대통령단의 슬로베니아 대표로 선출되었다. 1991년 연방 붕괴 후에도 정치가로서 계속 성공의 길을 달렸고 1992년부터 2002년까지 독립 국가가 된 슬로베니아의 총리로 취임하였다. 2002년 대통령 선거에 LDS 후보로 출마하여 1차 투표를 거쳐 2차 투표에서 56.5%를 득표하여 당선되면서 슬로베니아 2번째 대통령으로 취임하였다. 채식주의자로 알려져 있었지만 오랜 기간 동안 암으로 건강이 악화되어서 1999년 신장 제거 수술을 받았으나 2001년 회복하였다. 2008년 사망하였다.
| 전임 라이프 디즈다레비치 | 유고슬라비아 사회주의 공화국의 대통령 1989년 ~ 1990년 | 후임 보리사브 요비치 |

| 전임 로이제 페테를레 | 슬로베니아의 총리 1992년 ~ 2000년 | 후임 안드레이 바유크 |

| 전임 안드레이 바유크 | 슬로베니아의 총리 2000년 ~ 2002년 | 후임 안톤 로프 |

| 전임 밀란 쿠찬 | 슬로베니아의 대통령 2002년 ~ 2007년 | 후임 다닐로 튀르크 |

| 전임 로버트 무가베 | 비동맹 운동 사무총장 1989년 ~ 1990년 | 후임 보리사브 요비치 |